# لاجیک آنالایزر

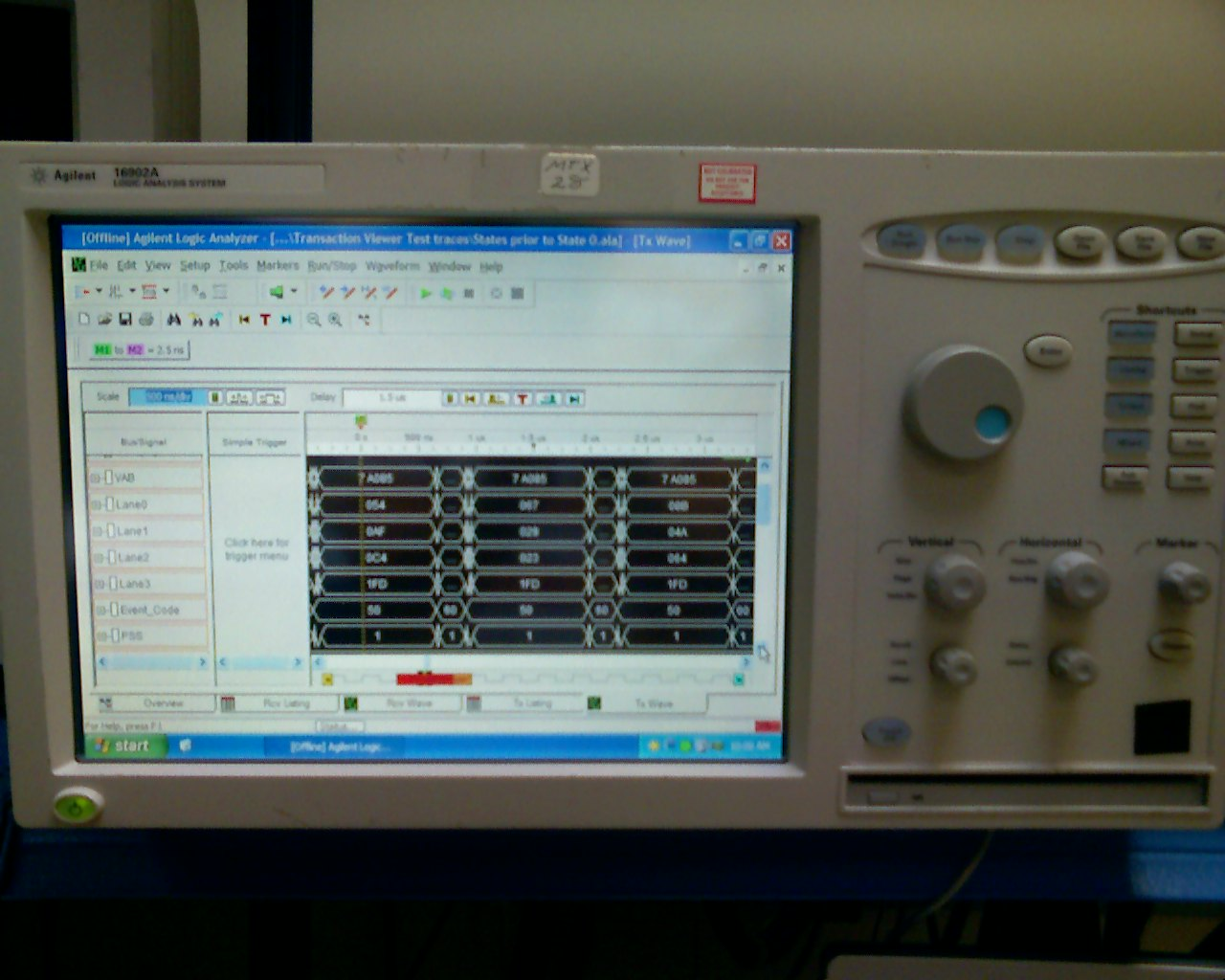
تحلیل‌گر منطقی

لاجیک آنالایزر (به انگلیسی: logic analyzer) یا تحلیل‌گر منطقی یک ابزار الکترونیکی است که چندین سیگنال را از یک سیستم یا مدار دیجیتالی ضبط و نمایش می‌دهد. تحلیل‌گر منطقی ممکن است داده‌های گرفته شده را به نمودارهای زمان‌بندی، پروتکل رمزگشایی، رسم ماشین حالت، زبان اسمبلی یا اسمبلی با نرم‌افزارهای سطح-منبع (به انگلیسی: source-level software) مرتبط کند. تحلیل‌گر منطقی دارای قابلیت تریگرسازی (به انگلیسی: triggering) پیشرفته است و زمانی مفید است که کاربر نیاز به مشاهده روابط زمان‌بندی بین بسیاری از سیگنال‌ها در یک سیستم دیجیتال داشته باشد.